# Rudolf Gall (Klarinettist)
Rudolf Gall (* 13. April 1907 in Esslingen; † 13. Januar 1962 in München) war ein deutscher Klarinettist.

## Leben
Gall studierte an der Württembergischen Musikhochschule in Stuttgart u. a. bei Hugo Holle und Wilhelm Kempff. Nach dem Abschluss mit dem Solistendiplom als Klarinettist wurde er Mitglied der Stuttgarter Philharmoniker. Von 1928 bis 1930 war er Soloklarinettist im Orchester des Theaters Elberfeld. Darauf gehörte er bis 1933 in gleicher Funktion dem Berner Symphonieorchester an. Ab 1933 war er Soloklarinettist des Concertgebouw-Orchester unter Leitung von Willem Mengelberg und machte hier die Klarinette mit dem Griffsystem nach Schmidt-Kolbe bekannt. Daneben unterrichtete er am Konservatorium von Amsterdam. Nach 1945 wurde er Soloklarinettist im Symphonieorchester des Bayerischen Rundfunks. Galls bekanntester Schüler war der Klarinettist Hans Deinzer.